# Primaz (Ultraverso)
Primaz ou Prime (Kevin Green) é um super-herói de histórias em quadrinhos publicadas pela Malibu Comics. Foi criado por Bob Jacob, Gerard Jones, Len Strazewski, Norm Breyfogle e Bret Blevins. Sua primeira aparição aconteceu na revista Prime #1  no selo Ultraverso em junho de 1993. Após a aquisição da Malibu pela Marvel, ele apareceu em Power of Prime, até o cancelamento da linha em 1995.